# Kanton Guilvinec
Kanton Guilvinec (fr. Canton de Guilvinec) je francouzský kanton v departementu Finistère v regionu Bretaň. Skládá se z pěti obcí.

## Obce kantonu
- Guilvinec
- Loctudy
- Penmarch
- Plobannalec-Lesconil
- Treffiagat